# Лютенсько-Будищанські дуби
Лютенсько-Будищанські дуби - ботанічна пам’ятка природи, що розташовано в селі Лютенські Будища Зіньківської міської громади Полтавського району Полтавської області України.  Ця пам'ятка входить до списку об'єктів природно-заповідного фонду місцевого значення Полтавщини та захищена державою відповідно до Закону України «Про природно-заповідний фонд України».  Пам’ятка природи була створена Рішенням Полтавської облради від 07.12.2011.

## Опис
Метою створення цього об'єкта охорони природи було збереження дев’яти вікових дерев дуба звичайного, віком 140-220 років. Дуб звичайний — основна лісотвірна порода лісостепу, в межах якого розташована територія Полтавської області. Лютенсько-Будищанські дуби знаходяться біля Будинку культури села на вулиці Гагарина в парковій зоні та є елементами старого парку.
Площа об'єкту становить 0,12 га, код у базі даних «Вікові та меморіальні дерева Полтавщини» – POI0380.
Лютенсько-Будищанські дуби - це один з п'яти ботанічних пам’яток природи в Зіньківській міській громаді.
Доїхати до Лютенсько-Будищанських дубів можна від Полтави по трасі Н-12 до смт Опішня, далі автошляхом Т 1706  до міста Зіньків, а потім  дорогою Т 1727 до села Лютенські Будища по вулицях Лісова та Гагарина. 
Ботанічна пам’ятка природи Лютенсько-Будищанські дуби має естетичне значення та виконує рекреаційну функцію.